# Windsurf World Cup 2010
Der Windsurf World Cup 2010 begann mit dem Freestyle-Event in Podersdorf (Österreich) am 30. April 2010 und endete mit dem Wave-World-Cup in Santa Maria (Kap Verde) am 23. November 2010.

## World-Cup-Wertungen

### Wave
| Rang | Name                   | Land                   | Punkte |
| ---- | ---------------------- | ---------------------- | ------ |
| 01   | Víctor Fernández López | Spanien                | 4167   |
| 02   | Ricardo Campello       | Venezuela              | 4068   |
| 03   | Philip Köster          | Deutschland            | 4002   |
| 04   | Kauli Seadi            | Brasilien              | 3887   |
| 05   | Daniel Bruch           | Deutschland            | 3887   |
| 06   | Robby Swift            | Vereinigtes Königreich | 3772   |
| 07   | Alex Mussolini         | Spanien                | 3673   |
| 07   | Klaas Voget            | Deutschland            | 3673   |
| 09   | Jonas Ceballos         | Spanien                | 3574   |
| 10   | Dario Ojeda            | Spanien                | 3458   |

| Rang | Name                | Land        | Punkte |
| ---- | ------------------- | ----------- | ------ |
| 01   | Daida Ruano Moreno  | Spanien     | 2100   |
| 02   | Iballa Ruano Moreno | Spanien     | 2067   |
| 03   | Karin Jaggi         | Schweiz     | 2034   |
| 04   | Nayra Alonso        | Spanien     | 2001   |
| 05   | Steffi Wahl         | Deutschland | 1968   |
| 06   | Junko Nagoshi       | Japan       | 1935   |
| 07   | Alice Arutkin       | Frankreich  | 1886   |
| 07   | Laure Treboux       | Schweiz     | 1886   |
| 09   | Fanny Aubet         | Frankreich  | 1787   |
| 09   | Astrid Muldoon      | Frankreich  | 1787   |
| 09   | Waka Nishida        | Japan       | 1787   |
| 09   | Heike Reimann       | Deutschland | 1787   |

### Freestyle
| Rang | Name                   | Land        | Punkte |
| ---- | ---------------------- | ----------- | ------ |
| 01   | Gollito Estredo        | Venezuela   | 6300   |
| 02   | Elton Frans            | Bonaire     | 6135   |
| 03   | Kiri Thode             | Bonaire     | 6135   |
| 04   | Steven van Broeckhoven | Belgien     | 6135   |
| 05   | Everon Frans           | Bonaire     | 5954   |
| 06   | Philip Soltysiak       | Kanada      | 5723   |
| 07   | Nicolas Akgazciyan     | Frankreich  | 5674   |
| 08   | Yegor Propretinshiy    | Russland    | 5372   |
| 09   | Maarten van Ochten     | Niederlande | 5361   |
| 10   | Quincy Offringa        | Aruba       | 5328   |

| Rang | Name                      | Land        | Punkte |
| ---- | ------------------------- | ----------- | ------ |
| 01   | Sarah-Quita Offringa      | Aruba       | 2100   |
| 02   | Yolanda Freites de Brendt | Venezuela   | 2067   |
| 03   | Laure Treboux             | Schweiz     | 2034   |
| 04   | Junko Nagoshi             | Japan       | 2001   |
| 05   | Xenia Kessler             | Dänemark    | 1968   |
| 06   | Nayra Alonso              | Spanien     | 1935   |
| 07   | Olya Raskina              | Russland    | 1886   |
| 07   | Heike Reimann             | Deutschland | 1886   |
| 09   | Arriane Aukes             | Niederlande | 1836   |

### Slalom
| Rang | Name                | Land                         | Punkte |
| ---- | ------------------- | ---------------------------- | ------ |
| 01   | Antoine Albeau      | Frankreich                   | 8334   |
| 02   | Bjørn Dunkerbeck    | Schweiz                      | 8301   |
| 03   | Cyril Moussilmani   | Frankreich                   | 8070   |
| 04   | Micah Buzianis      | Vereinigte Staaten           | 8037   |
| 05   | Finian Maynard      | Britische Jungferninseln     | 8037   |
| 06   | Kevin Pritchard     | Vereinigte Staaten           | 7707   |
| 07   | Sylvain Moussilmani | Frankreich                   | 7509   |
| 08   | Jimmy Diaz          | Amerikanische Jungferninseln | 7410   |
| 09   | Ross Williams       | Vereinigtes Königreich       | 7278   |
| 10   | Steve Allen         | Australien                   | 7245   |

| Rang | Name                        | Land          | Punkte |
| ---- | --------------------------- | ------------- | ------ |
| 01   | Karin Jaggi                 | Schweiz       | 6267   |
| 02   | Valérie Arrighetti-Ghibaudo | Frankreich    | 6267   |
| 03   | Sarah-Quita Offringa        | Aruba         | 6162   |
| 04   | Alice Arutkin               | Frankreich    | 6069   |
| 05   | Sarah Hebert                | Neukaledonien | 6036   |
| 06   | Çağla Kubat                 | Türkei        | 5739   |
| 07   | Fanny Aubet                 | Frankreich    | 5706   |
| 08   | Morane Demont               | Frankreich    | 5706   |
| 09   | Lena Erdil                  | Türkei        | 5541   |
| 10   | Greta Benvenuti             | Italien       | 5343   |

## Podestplatzierungen Männer

### Wave
| Datum               | Ort            | 1. Platz                      | 2. Platz                      | 3. Platz                      |
| ------------------- | -------------- | ----------------------------- | ----------------------------- | ----------------------------- |
| 06.07. – 09.07.2010 | Pozo Izquierdo | Víctor Fernández López        | Philip Köster                 | Ricardo Campello              |
| 13.09. – 19.09.2010 | Klitmøller     | Kauli Seadi                   | Víctor Fernández López        | Ricardo Campello              |
| 24.09. – 03.10.2010 | Sylt           | Wegen zu wenig Wind abgesagt. | Wegen zu wenig Wind abgesagt. | Wegen zu wenig Wind abgesagt. |
| 14.11. – 23.11.2010 | Santa Maria    | Wegen zu wenig Wind abgesagt. | Wegen zu wenig Wind abgesagt. | Wegen zu wenig Wind abgesagt. |

### Freestyle
| Datum               | Ort           | 1. Platz        | 2. Platz               | 3. Platz               |
| ------------------- | ------------- | --------------- | ---------------------- | ---------------------- |
| 30.04. – 05.05.2010 | Podersdorf    | Elton Frans     | Steven van Broeckhoven | Gollito Estredo        |
| 30.06. – 03.07.2010 | Costa Teguise | Gollito Estredo | Kiri Thode             | Everon Frans           |
| 23.07. – 02.08.2010 | Costa Calma   | Gollito Estredo | Kiri Thode             | Steven van Broeckhoven |
| 24.09. – 03.10.2010 | Sylt          | Gollito Estredo | Elton Frans            | Steven van Broeckhoven |

### Slalom
| Datum               | Ort                | 1. Platz         | 2. Platz         | 3. Platz          |
| ------------------- | ------------------ | ---------------- | ---------------- | ----------------- |
| 15.05. – 21.05.2010 | Ulsan              | Antoine Albeau   | Bjørn Dunkerbeck | Jimmy Diaz        |
| 08.06. – 13.06.2010 | Sant Pere Pescador | Bjørn Dunkerbeck | Antoine Albeau   | Cyril Moussilmani |
| 23.07. – 02.08.2010 | Costa Calma        | Antoine Albeau   | Finian Maynard   | Bjørn Dunkerbeck  |
| 09.08. – 14.08.2010 | Alaçatı            | Micah Buzianis   | Antoine Albeau   | Finian Maynard    |
| 24.09. – 03.10.2010 | Sylt               | Bjørn Dunkerbeck | Antoine Albeau   | Cyril Moussilmani |

## Podestplatzierungen Frauen

### Wave
| Datum               | Ort            | 1. Platz                      | 2. Platz                      | 3. Platz                      |
| ------------------- | -------------- | ----------------------------- | ----------------------------- | ----------------------------- |
| 06.07. – 09.07.2010 | Pozo Izquierdo | Daida Ruano Moreno            | Iballa Ruano Moreno           | Karin Jaggi                   |
| 24.09. – 03.10.2010 | Sylt           | Wegen zu wenig Wind abgesagt. | Wegen zu wenig Wind abgesagt. | Wegen zu wenig Wind abgesagt. |

### Freestyle
| Datum               | Ort           | 1. Platz             | 2. Platz                  | 3. Platz      |
| ------------------- | ------------- | -------------------- | ------------------------- | ------------- |
| 30.06. – 03.07.2010 | Costa Teguise | Sarah-Quita Offringa | Yolanda Freites de Brendt | Laure Treboux |

### Slalom
| Datum               | Ort         | 2. Platz                    | 2. Platz                    | 2. Platz             |
| ------------------- | ----------- | --------------------------- | --------------------------- | -------------------- |
| 15.05. – 21.05.2010 | Ulsan       | Karin Jaggi                 | Sarah-Quita Offringa        | Alice Arutkin        |
| 08.06. – 13.06.2010 | Costa Brava | Karin Jaggi                 | Valérie Arrighetti-Ghibaudo | Sarah-Quita Offringa |
| 09.08. – 14.08.2010 | Alaçatı     | Valérie Arrighetti-Ghibaudo | Karin Jaggi                 | Sarah Hebert         |
| 24.09. – 03.10.2010 | Hyères      | Valérie Arrighetti-Ghibaudo | Karin Jaggi                 | Alice Arutkin        |

## Nationencup
| Rang | Land                   | Punkte |
| ---- | ---------------------- | ------ |
| 01   | Frankreich             | 19,2   |
| 02   | Schweiz                | 20,5   |
| 03   | Vereinigtes Königreich | 20,5   |
| 04   | Venezuela              | 22,5   |
| 05   | Vereinigte Staaten     | 25,5   |

## Konstrukteurscup
| Rang | Firma        | Punkte |
| ---- | ------------ | ------ |
| 01   | JP Australia | 5,4    |
| 02   | Starboard    | 5,7    |
| 03   | Fanatic      | 11     |
| 04   | Tabou        | 15     |
| 05   | Patrik       | 21     |

| Rang | Firma       | Punkte |
| ---- | ----------- | ------ |
| 01   | Neil Pryde  | 6,4    |
| 02   | North Sails | 8      |
| 03   | Gaastra     | 10,7   |
| 04   | Severne     | 18     |
| 05   | Simmer      | 19     |

| Rang | Firma       | Punkte |
| ---- | ----------- | ------ |
| 01   | Neil Pryde  | 6,4    |
| 02   | North Sails | 8      |
| 03   | Gaastra     | 10,7   |
| 04   | Severne     | 18     |
| 05   | Simmer      | 19     |